# Christian Merlhiot
Christian Merlhiot est un réalisateur
français né en 1963 à Niort.

## Biographie
Christian Merlhiot a suivi des études à l'École nationale supérieure d'art de Bourges de 1981 à 1987. En 1995, il a été pensionnaire à la Villa Medicis à Rome où il a réalisé son premier long-métrage : Les Semeurs de peste, sorti en salle en 2003,.
Érik Bullot a consacré à ses films un texte publié dans l’ouvrage collectif pointligneplan. Cinéma et art contemporain aux Éditions Léo Scheer (Fr-2002). Chez le même éditeur, un livre est consacré à l’ensemble de ses films, accompagné d’un texte de Fabien Danesi et d’une édition DVD de trois courts-métrages (Fr-2003).
Son film Silenzio, entièrement sans dialogues, a été tourné au Japon en 2004. Il est sorti en salle au printemps 2006. 
En 2007, il a réalisé Rice Bowl Hill Incident dans le cadre d'une résidence d'artiste à Onomichi au Japon. Le film a ensuite été présenté dans différents festivals : Hiroshima Art Document, Hors Pistes au centre Pompidou, à Locarno et au Pera Müzesi Film Etkinlikleri d'Istanbul. 
Il a réalisé avec Matthieu Orléan un atelier de création radiophonique pour France Culture qui est ensuite devenu un film : Des Indes à la planète Mars, sorti en salle en 2008. 
Son film intitulé Le procès d’Oscar Wilde a été distribué au printemps 2010. Ce film reprend une partie des minutes du procès qu'Oscar Wilde a intenté au Marquis de Queensbury pour diffamation. Refusant toute reconstitution historique, le réalisateur prend le parti d'un film-dispositif, à la mise en scène austère, dans lequel il sépare les dialogues : d'abord les paroles de la défense, ensuite les paroles d'Oscar Wilde. Ce film se verra comparé au cinéma des Straub ou de Marguerite Duras,.
En 2010, il a réalisé plusieurs courts métrages sur la danse. 4 courts métrages sont inclus dans une série intitulé "De la danse" en collaboration avec les chorégraphes Boris Charmatz, Daniel Larrieu, Mickael Phelippeau et Kentaro Sato. Un autre film, Ice Dream, réalisé avec Daniel Larrieu, a été tourné sur la banquise, sur la côte est du Groënland, dans le cadre d'un projet avec les Robinsons des glaces.
En 2011, il a été pensionnaire pendant 6 mois à la Villa Kujoyama à Kyoto. Il a rapporté de ce séjour au Japon un film intitulé Slow Life, sorti en avril 2013.
Son long métrage Je reviendrai comme un enfant est sorti en salle le 26 février 2014. Tourné à Igloolik (Nunavut) en 2009, il questionne la notion de transmission du Nom chez les Inuits, la présence des ancêtres, le mythe du changement de sexe à la naissance ("sipiniq")... Ce film est accompagné d'un court métrage d'animation, Ningiuq (L'Aînée), réalisé d'après un entretien avec la doyenne d'Igloolik.
Il a enseigné le cinéma et la vidéo dans plusieurs écoles d’art notamment à Angoulême, Nancy et Bourges. De 2002 à 2014, il a été responsable pédagogique du Pavillon Neuflize OBC, le laboratoire de création du Palais de Tokyo à Paris. Il est l’un des membres fondateurs du collectif pointligneplan. De 2014 à 2017, il a dirigé avec Sumiko Oé-Gottini la Villa Kujoyama, à Kyoto,. Il a été directeur de l'école supérieure d'art d'Aix-en-Provence de début 2018 à fin 2021. 
Depuis 2023, il est membre du Conseil d’administration de la Fondation Meyer pour le développement culturel et artistique avec laquelle il développe un programme de résidence d’artistes à Marseille. Il se consacre à une pratique d’écriture documentaire. Son premier texte intitulé Renard est publié aux éditions Labyrinthes (Fr-2024).

## Filmographie
- 1988 : Plus près du soleil
- 1989 : François d'Assise
- 1991 : Sauvez nos âmes
- 1992 : La Fuite
- 1994 : Journal d'un amateur
- 1995 : Journal de l'Atlantique
- 1995 : Les Semeurs de peste (long métrage)
- 1997 : La Seine
- 1998 : Autour de Bérénice
- 1999 : Voyage au Japon
- 2001 : Voyage au pays des vampires
- 2002 : Kyoto mon amour
- 2003 : Chronique des love-hôtels au Japon
- 2004 : Caï Hô (Le Lac)
- 2004 : L'Âge d'or (Présenté au FIDMarseille)
- 2005 : Shinning City
- 2005 : Silenzio (long métrage)
- 2006 : I Wish your Eyes
- 2006 : As if [A Tennis Court]
- 2006 : As if [A New World]
- 2007 : Des Indes à la planète Mars (coréalisateur : Matthieu Orléan)
- 2007 : Rice Bowl Hill Incident
- 2008 : Voyage dans la mémoire des morts (Documentaire sur Yoko Ogawa)
- 2009 : Le Procès d'Oscar Wilde (long métrage. Avec Nasri Sayeg)
- 2009 : De la couleur
- 2010 : De la danse
- 2010 : Art Storage
- 2010 : Ice Dream (Installation vidéo, avec Daniel Larrieu)
- 2013 : Slow Life (long métrage)
- 2014 : Je reviendrai comme un enfant (long métrage), avec Nasri Sayeg
- 2014 : Ningiuq (court métrage d'animation)

## Publication
Christian Merlhiot, De la transposition, Éditions Léo Scheer. www.leoscheer.com